# قلعة موسى

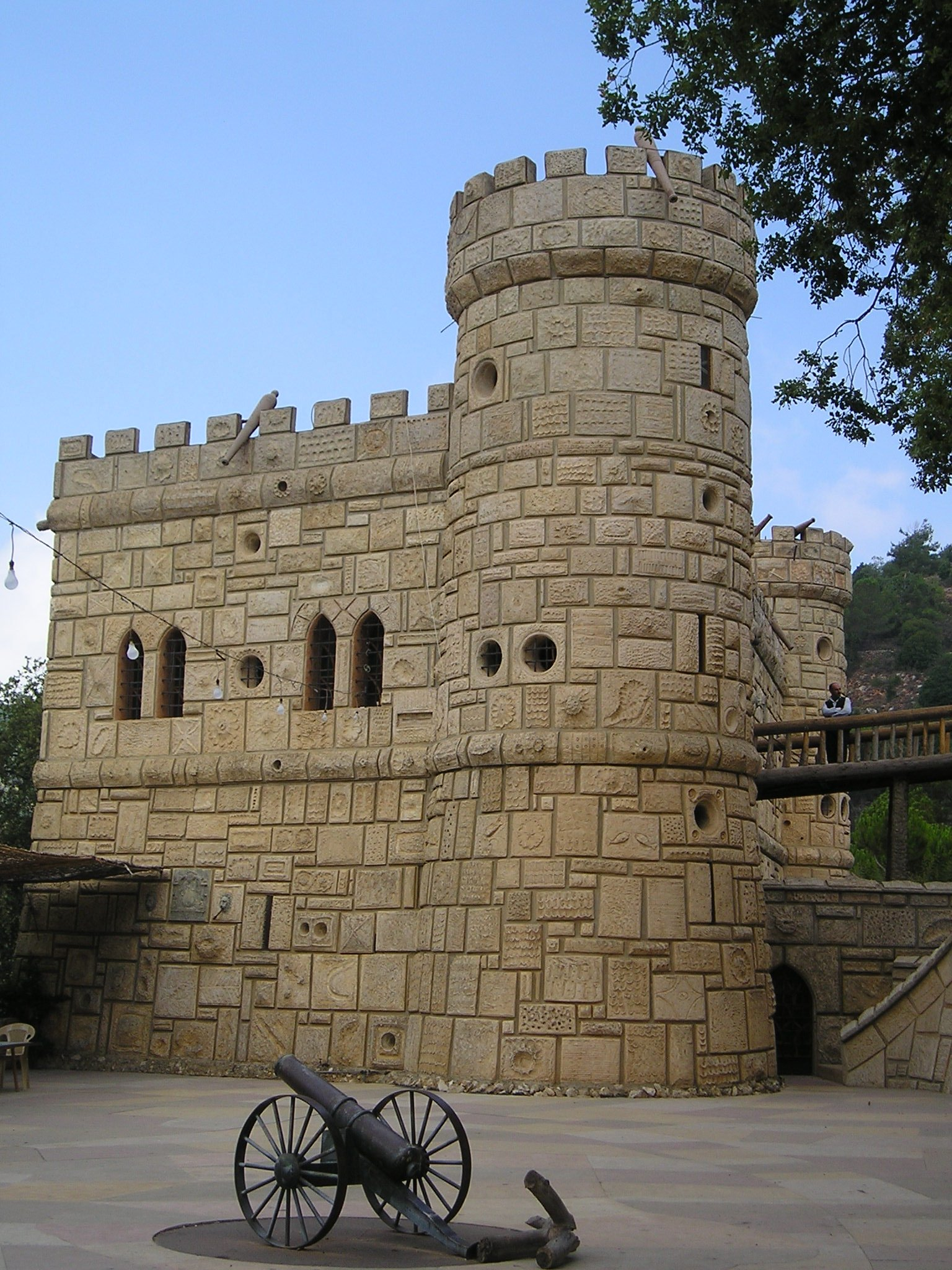
قلعة موسى

قلعة موسى هي قلعة تقع بين دير القمر وبيت الدين في لبنان.
وقد بناها موسى عبد الكريم المعماري بمفرده (ولد في 27 يوليو 1931)، حيث عمل طول حياته. وقد احتاج إلى 60 سنة (21900 يوما و394200 ساعة) من العمل. وفقا لسيرته الذاتية، كان موسى طالباً عندما حلم ببناء هذا القصر، وقد رسم حلمه على قطعة من الورق في الصف. لم يكن موسى جاداً في دراسته، حتى أن استاذه اعتاد على السخرية منه قائلًا له: «أنت لن تحقق شيئا». 
بين عامي 1951 و1962، قال انه حضَّرَ كل شيء لتحقيق مخططه بما في ذلك شراء الأراضي والمخططات وفي عام 1962، بدأ عمله الحياة وبنى القلعة بيديه مستخدماً كل من الحجارة والطين حيث وضع رسوم متحركة التي كانت تمثل مشاهد مختلفة من حياة القرية اللبنانية القديمة في القرن 19 ، مما جعل من العمل رؤية وإبداع حقيقي بكل الوسائل.